# Џошуа Паркер
Џошуа Кевин Стенли Паркер (Слау, 1. децембар 1990) у Србији познатији само као Џош Паркер је фудбалер Антигве и Барбуде који је рођен у Енглеској и члан је репрезентације Антигве и Барбуде.